# Христианско-демократическая партия Сербии
Христианско-демократическая партия Сербии (ХДПС) (серб. Демохришћанска странка Србије (DHSS)) — христианско-демократическая правоцентристская консервативная партия Сербии. Одна из прозападных политических партий в Сербии.
Возникла в мае 1997 году, в результате раскола Демократической партии Сербии частью сторонников скорейшего вступления Сербии в ЕС. Основателем и первым председателем партии был Владан Батич, который после разногласий с Воиславом Коштуницей, лидером ДПС создал новую партию. После смерти Владана Батича в 2010 году партию возглавила его дочь Ольгица Батич.
ХДПС сотрудничала с Либерально-демократической партией Сербии.
После восстановления дипломатического диалога между сербскими и черногорскими правительствами, при посредничестве Хавьера Соланы, в конце 2001 года ХДПС начала кампанию «И Сербия имеет честь» (I Srbija se pita), с призывом проведения референдума в Сербии о выходе страны из Государственного союза Сербии и Черногории. Представители партии входили в состав Кабинета министров Сербии с 2001 по 20 ноября 2002 года, когда она отказалась от своего участия в правительстве после голосования в Кабмине против начала парламентских дебатов о независимости Сербии от Государственного союза Сербии и Черногории. ХДПС выступала за референдум по этому вопросу после устранения от власти Слободана Милошевича. В ходе проведения референдума было собрано 400 000 подписей.
На Парламентских выборах 2003 года ХДПС была частью политического альянса «Независимая Сербия», которая не получила ни одного места
На Парламентских выборах 2007 года лидер ХДПС Владан Батич получил депутатский мандат по избирательному списку Либерально-демократической партии.
В 2012 году вошла в политическую коалицию «Выбор за лучшую жизнь» («Избор за бољи живот») вместе с Демократической партией, Социал-демократической партией, Лигой социал-демократов Воеводины, Зелёные Сербии и Демократическим альянсом хорватов в Воеводине. На парламентских выборах в Сербии в 2012 году коалиция набрала 22,06 % голосов. Лидер партии Ольгица Батич стала депутатом Народной скупщины Республики Сербии.
Ныне ХДПС — наблюдательный член Центристского демократического интернационала.